# Escales
Escales (okzitanisch Escalas) ist eine Gemeinde mit 497 Einwohnern (Stand 1. Januar 2022) in Frankreich. Sie liegt im Département Aude in der Region Okzitanien. Escales ist Teil des Gemeindeverbandes Communauté de communes Région Lézignanaise, Corbières et Minervois. 
Die Einwohner der Gemeinde heißen Escalois.
Ein Teil der landwirtschaftlichen Flächen dient dem Weinbau und die Weinberge liegen innerhalb der geschützten Herkunftsbezeichnung Corbières. 

## Bevölkerungsentwicklung
| Jahr | Einwohner |
| ---- | --------- |
| 1962 | 370       |
| 1968 | 410       |
| 1975 | 317       |
| 1982 | 275       |
| 1990 | 316       |
| 1999 | 336       |
| 2016 | 457       |